# Estorãos (Fafe)
Estorãos es una freguesia portuguesa del concelho de Fafe, con 7,97 km² de superficie y 1984 habitantes (2006). Su densidad de población es de 248.93 hab/km².